# Bo Diddley (brano musicale)
Bo Diddley è un brano musicale rhythm and blues e rock and roll di Bo Diddley del 1955, considerato uno standard del genere, pubblicato sul 45 giri Bo Diddley/I'm a Man; il disco divenne un successo immediato negli Stati Uniti raggiungendo la vetta della classifica R&B, e restando in classifica un totale di 18 settimane. Si tratta della prima incisione discografica che introdusse ritmi africani nel rock and roll. Fu il singolo di debutto di Diddley.

## Cover
- Buddy Holly su singolo nel 1963. La sua versione raggiunse la quarta posizione nella Official Singles Chart, trascorrendo un totale di 12 settimane in classifica.[3] Negli Stati Uniti, il 45 giri raggiunse la posizione numero 116 nella classifica di Billboard Bubbling Under Hot 100.[4]
- The Shadows nell'album Out of the Shadows (1962).
- Bob Seger in medley con Who Do You Love?, altro brano di Bo Diddley, nell'album Smokin' O.P.'s del 1972.
- Una versione ad opera di Janis Joplin è stata inserita nel box set Box of Pearls del 1999.
- I Grateful Dead insieme a Diddley stesso, eseguirono la canzone dal vivo alla Academy of Music di New York City, il 25 marzo 1972 (Dick's Picks Volume 30).
- Warren Zevon in medley con Gunslinger nel suo album live Stand in the Fire.